# Кам'янець-Подільський провулок (Київ)
Ка́м'янець-Поді́льський прову́лок — провулок у Святошинському районі м. Києва, селище Новобіличі. Пролягає від Таращанської до Кам'янець-Подільської вулиці.

## Історія
Виник у середині XX століття під назвою 400-а Нова вулиця. Сучасна назва — з 1953 року, на честь м. Кам'янець-Подільський.